# Gösta Carlsson
Gustaf Vilhelm „Gösta” Carlsson (ur. 2 lutego 1906 w Uppsali, zm. 5 października 1992 tamże) – szwedzki kolarz szosowy, dwukrotny medalista olimpijski.

## Kariera
Największe sukcesy w karierze Gösta Carlsson osiągnął w 1928 roku, kiedy zdobył dwa brązowe medale podczas igrzysk olimpijskich w Amsterdamie. Wspólnie z Erikiem Janssonem i Georgiem Johnssonnem zajął trzecie miejsce w drużynowej jeździe na czas. Carlsson trzeci był również w rywalizacji indywidualnej, ulegając jedynie Duńczykowi Henry'emu Hansenowi i Brytyjczykowi Frankowi Southallowi. W tym samym roku zdobył złote medale w kolarstwie szosowym na mistrzostwach krajów nordyckich, zarówno indywidualnie jak i drużynowo. Ponadto dwunastokrotnie zdobywał medale szosowych mistrzostw Szwecji (9 drużynowo i 3 indywidualnie). Nigdy jednak nie zdobył medalu na szosowych mistrzostwach świata.